# Колоратура
Колоратура (італ. coloratura — прикраса) — сукупність орнаментальних прийомів у вокальній музиці, насамперед у класичній опері, особливо італійській та французькій опері періоду бароко (XVII—XVIII ст.), класицизму (друга половина XVIII століття) і раннього романтизму (перша половина XIX століття).
Найчастіше колоратура використовувалася в партіях для високих співацьких голосів, насамперед сопрано — спочатку у виконанні співаків-кастратів, а потім для високого, так званого колоратурного сопрано у виконанні жінок. Серед характерних зразків оперних партій з широким використанням колоратури — партії Цариці Ночі в «Чарівній флейті» Моцарта і Лючії в «Лючії ді Ламмермур» Доніцетті. Барвистими і надзвичайно складними колоратурами рясніють оперні арії епохи бароко (Гендель, Вівальді, Кальдара та ін.)
У XX столітті і до сьогодні, у зв'язку з виникненням і популяризацією автентичного виконання музики епохи бароко, до числа голосів, виконуючих колоратури, додався і контратенор, який в такому випадку виконує чоловічі сопранові партії.